# Justo Daract
Justo Daract är en ort i Argentina.   Den ligger i provinsen San Luis, i den centrala delen av landet, 600 km väster om huvudstaden Buenos Aires. Justo Daract ligger 421 meter över havet och antalet invånare är 9 680.
Terrängen runt Justo Daract är platt. Runt Justo Daract är det glesbefolkat, med 8 invånare per kvadratkilometer.. Det finns inga andra samhällen i närheten.
Trakten runt Justo Daract består till största delen av jordbruksmark.